# Nisa
Nisa (în franceză Nice, în occitană Niça, în italiană Nizza, în spaniolă Nissa, în provensală Nix) este un oraș în sud-estul Franței, pe coasta Mării Mediterane, la poalele Alpilor Maritimi. Orașul are 360 mii de locuitori și este al 5-lea ca mărime oraș din Franța. 

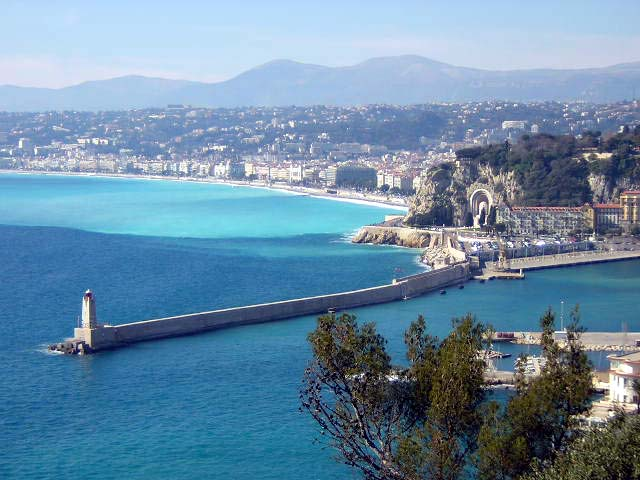
Vedere generală a Nisei

## Turism
Nisa este un important centru turistic și stațiune balneară, fiind supranumită „capitala Coastei de Azur” (Côte d'Azur). Printre principalele obiective turistice se numără Muzeul Matisse, Muzeul de Arte (situat în Palatul Kociubei), palatul-muzeu Massena (sec. XVIII-XIX), orașul vechi cu palatul-muzeu Lascaris (sec. al XVII-lea) și catedrala Saint Reparat (sec. al XVII-lea), grădina și ruinele castelului (sec. XI-XVII), ruinele orașului roman Cimenelum (inclusiv amfiteatrul roman din sec. I-II), mănăstirea franciscană din Cimiez (sec. XIII-XVII) cu un superb rozariu, grădina botanică Phoenix cu cea mai mare seră din Europa, teatrul de operă (sec. XIX), catedrala ortodoxă rusă (sec. al XIX-lea) ș.a.

## Administrație
Nisa este situată în regiunea Provența-Alpi-Coasta de Azur, și este centrul administrativ al departamentului Alpii Maritimi. Este de asemenea cel mai mare oraș din Franța ce nu este capitală regională; capitala regională este orașul Marsilia, mult mai mare decât Nisa. La momentul actual, primăria orașului este deținută de Christian Estrosi, ales în anul 2008. El este membru al partidului Uniunea Populară, grup politic care-l susține pe Președintele Nicolas Sarkozy.

## Educație
- Universitatea din Nisa
- École pour l'informatique et les nouvelles technologies
- EDHEC Business School
- ISEFAC Bachelor
- Institutul European de Înalte Studii Internaționale
- Conservatorul Național din Nisa
- Institutul Eurécom

## Cultură

### Biserici
- Biserica Sf. Nicolae și Sf. Alexandra din Nisa

### Teatre și săli de spectacol
- Opera de Nice
- Teatrul Național din Nisa
- Teatrul Municipal "Francis Gag"
- Teatrul "Lino Ventura"
- Palatul Nikaia (una din cele mai mari săli polivalente din Europa)
- Palatul Congreselor și Expozițiilor "Acropolis"

### Muzee
- Muzeul de Arte Plastice din Nisa
- Muzeul de Artă Naivă
- Muzeul Matisse din Nisa
- Muzeul Chagal din Nisa
- Muzeul de artă modernă și contemporană
- Palatul-muzeu Massena
- Palatul-muzeu Lascaris
- Muzeul de artă asiatică

### Parada florilor

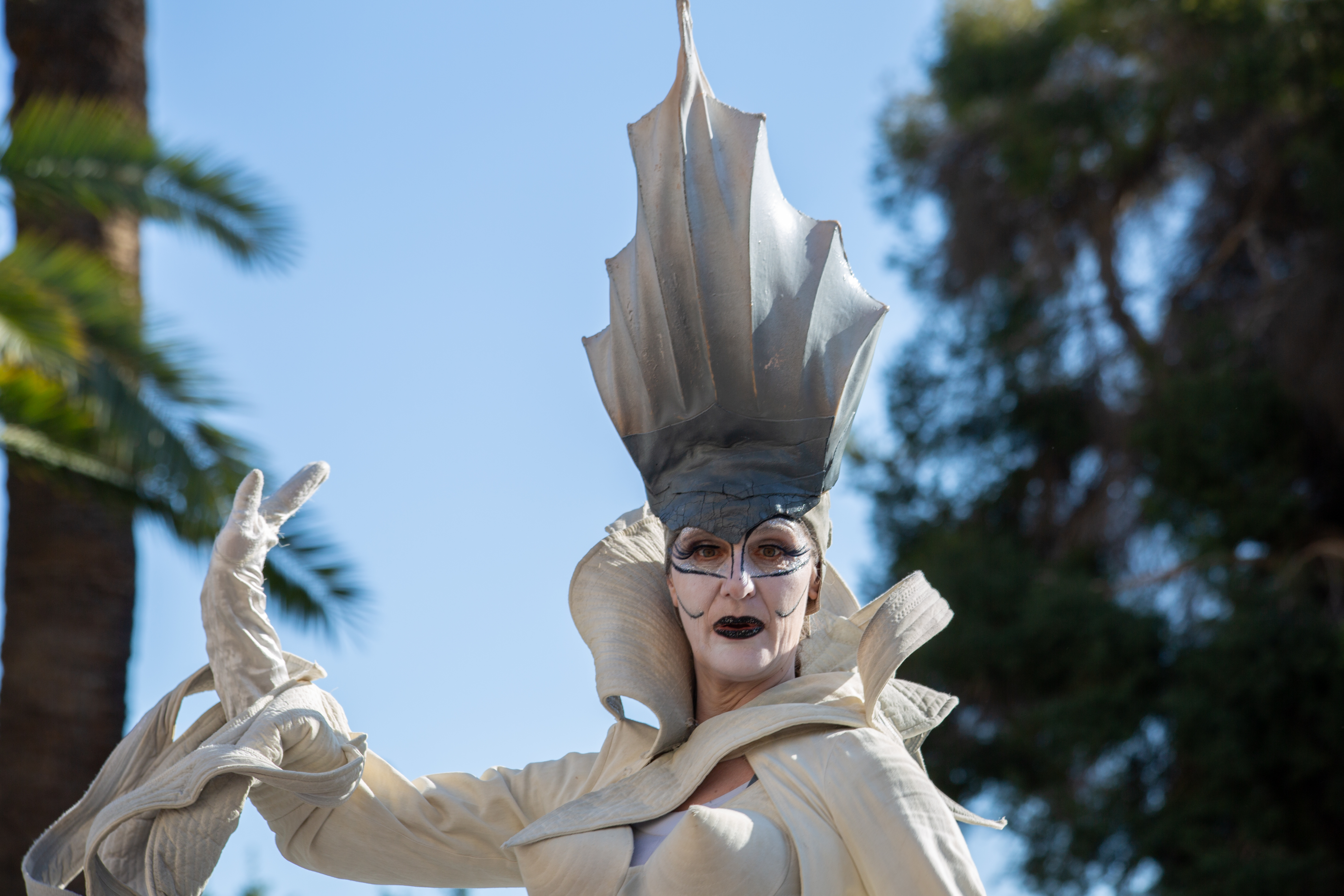
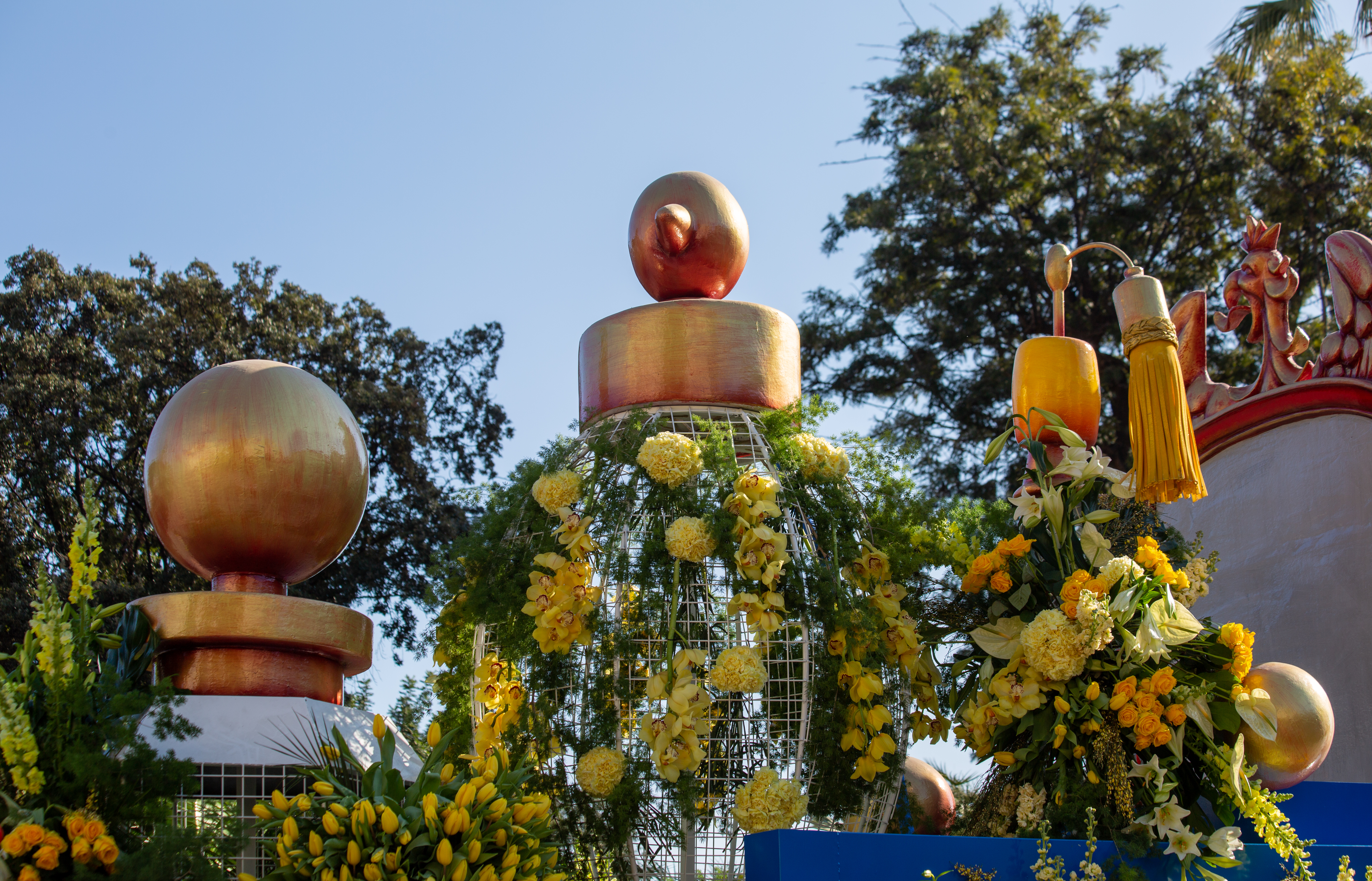
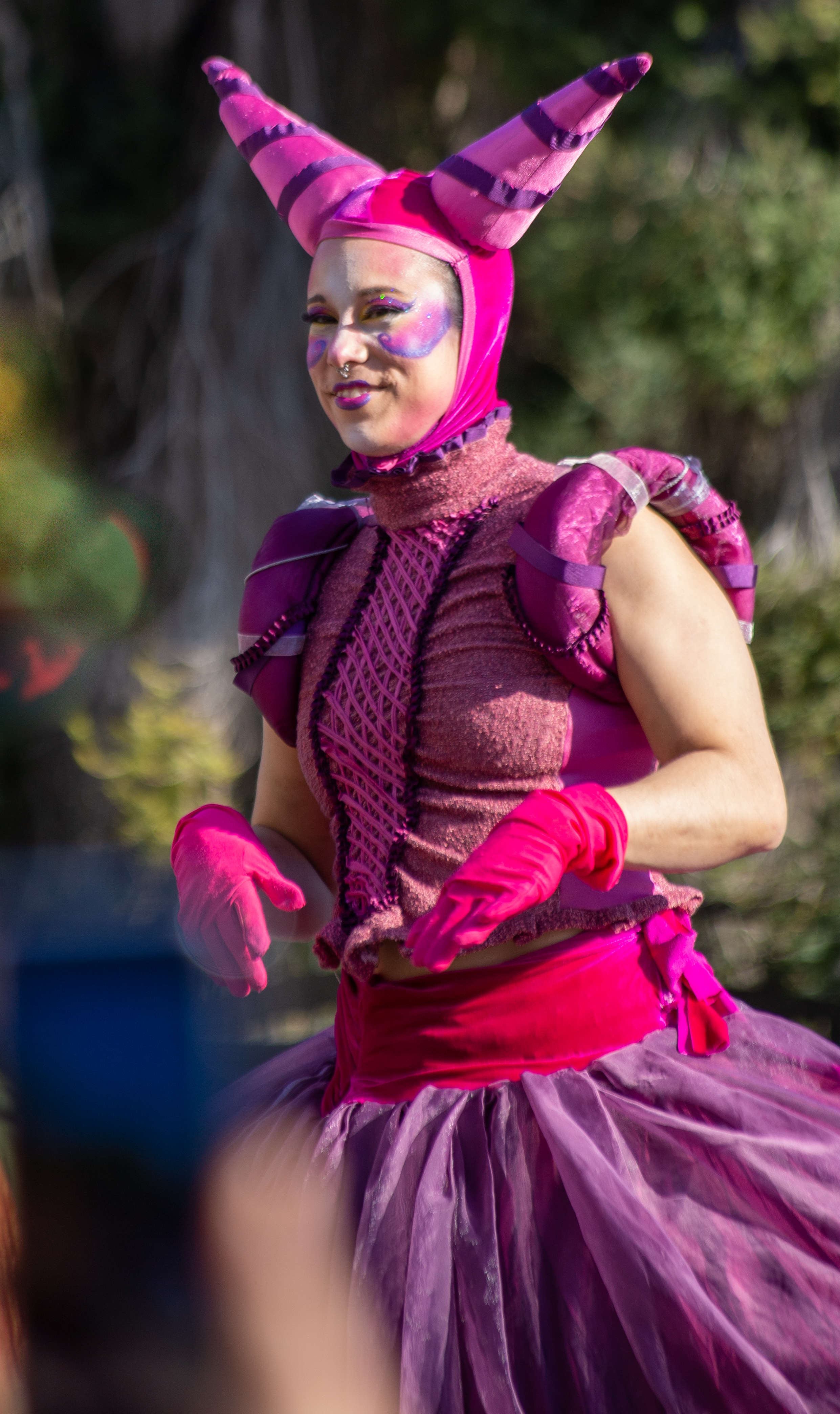
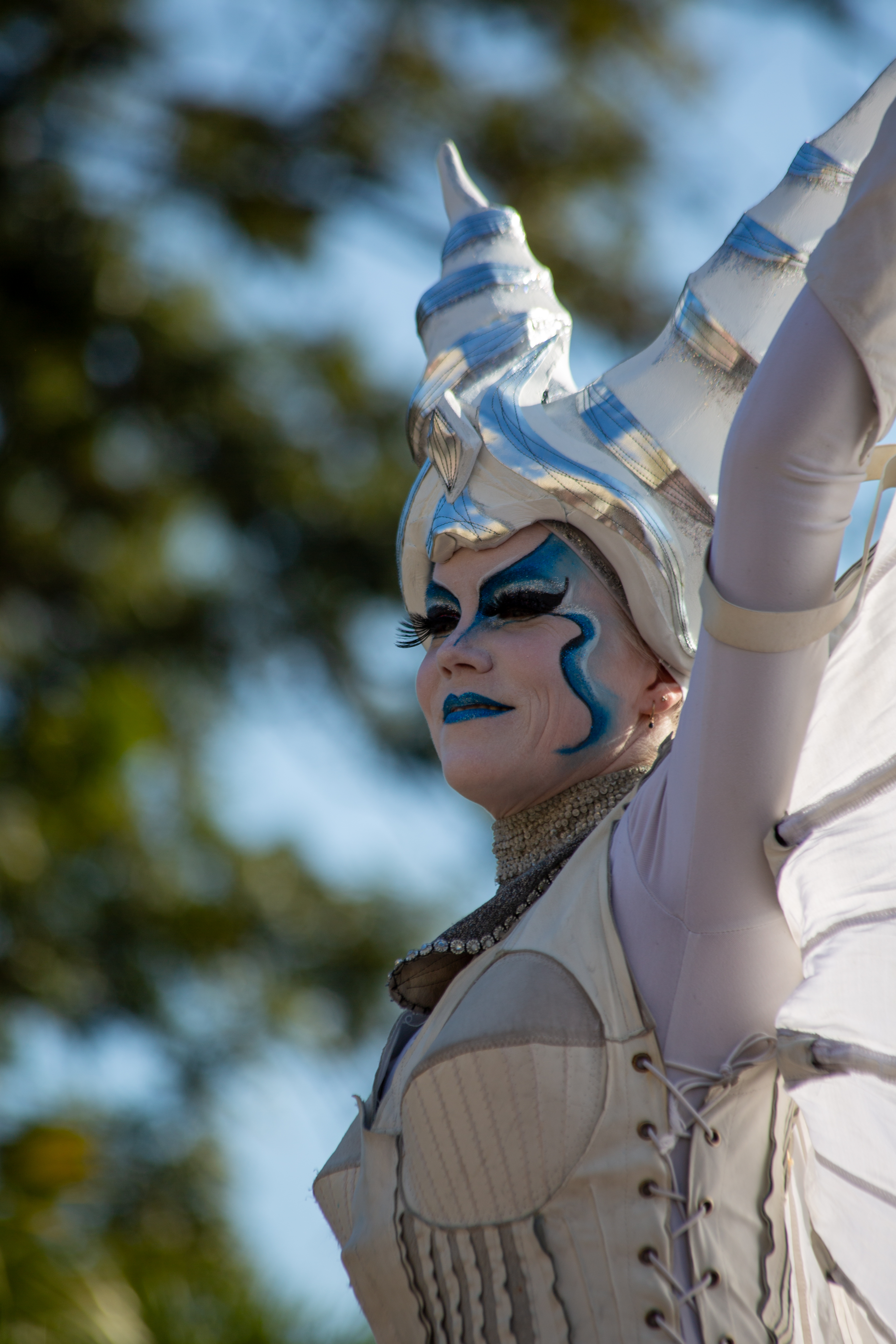
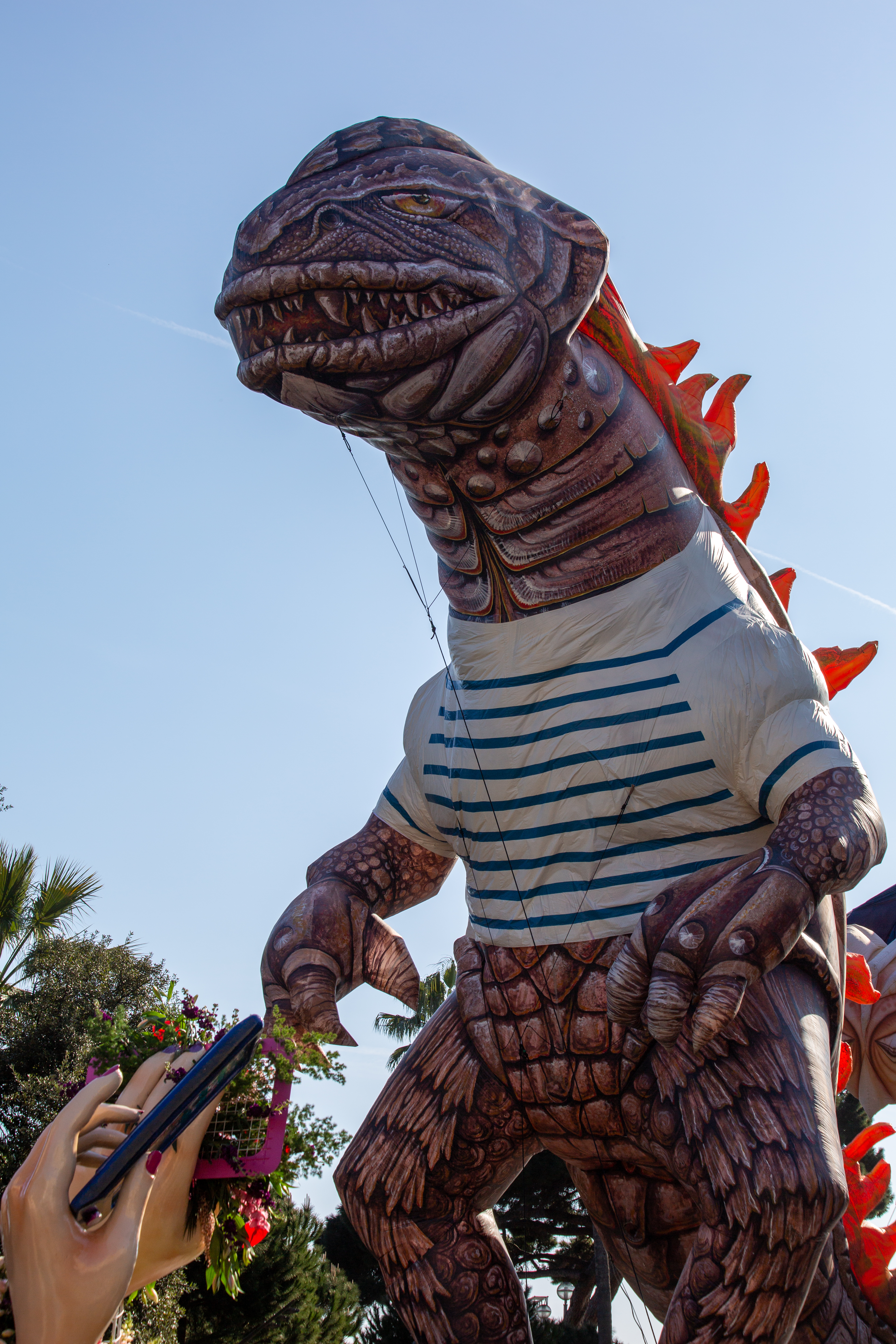
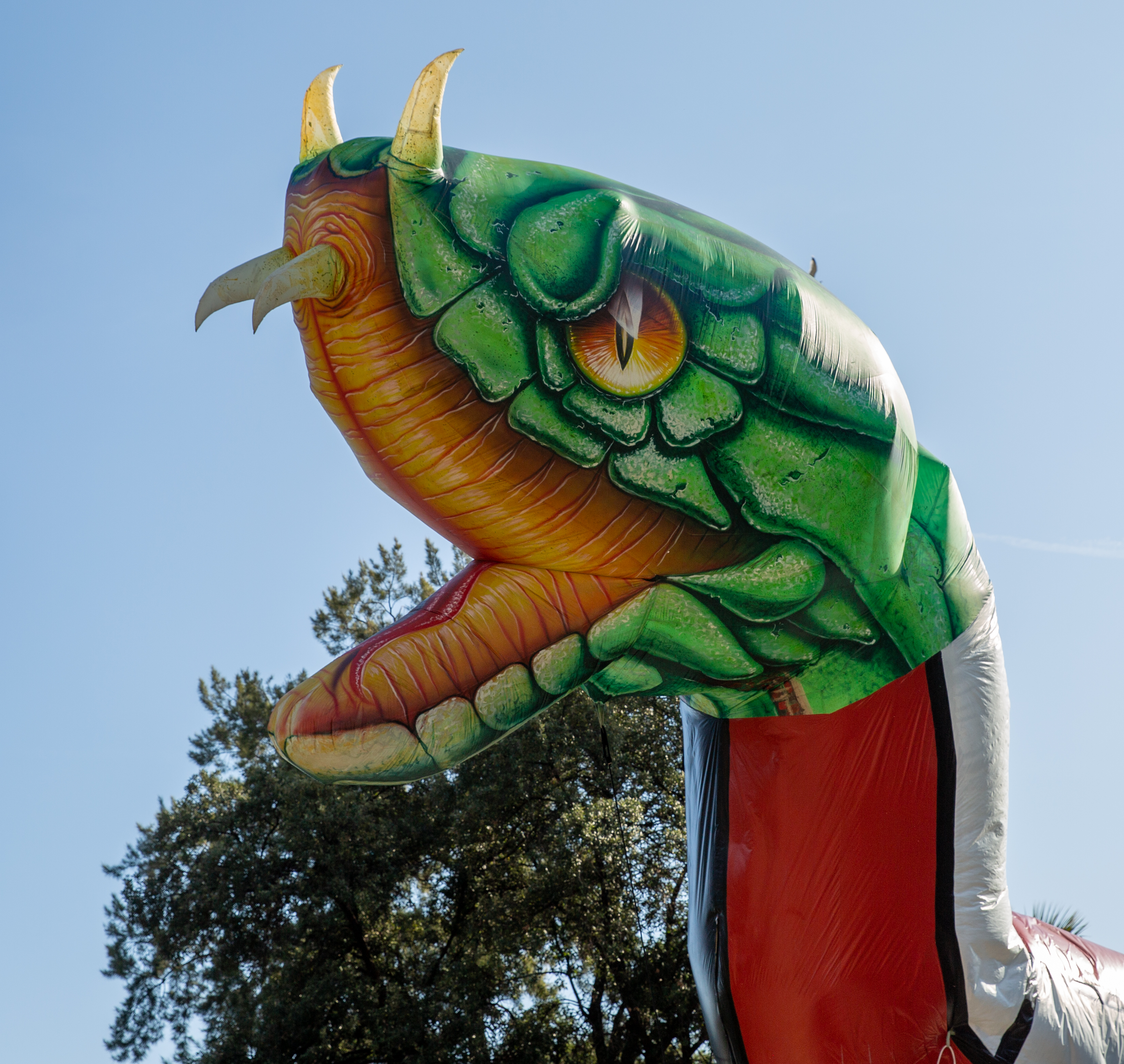
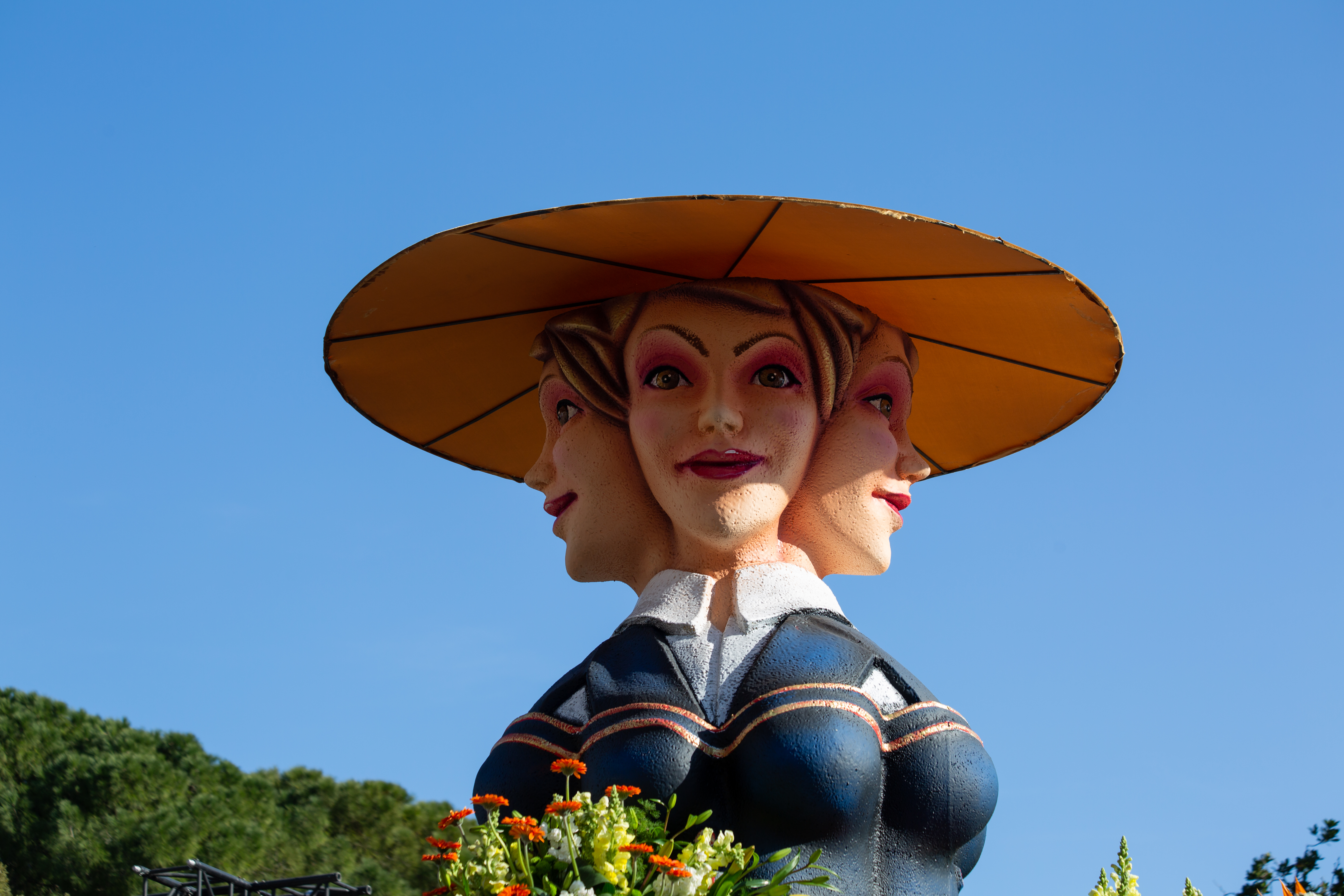
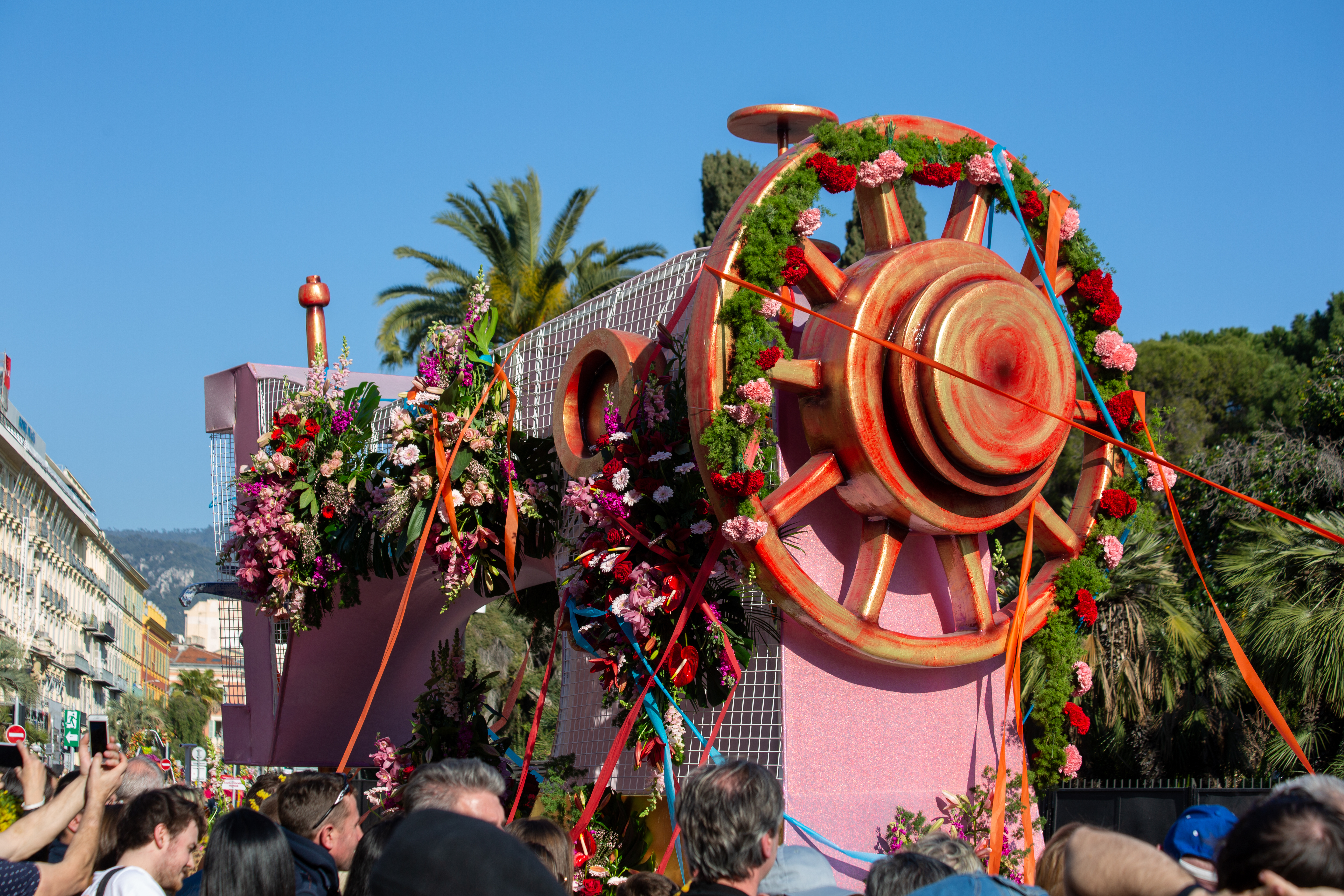
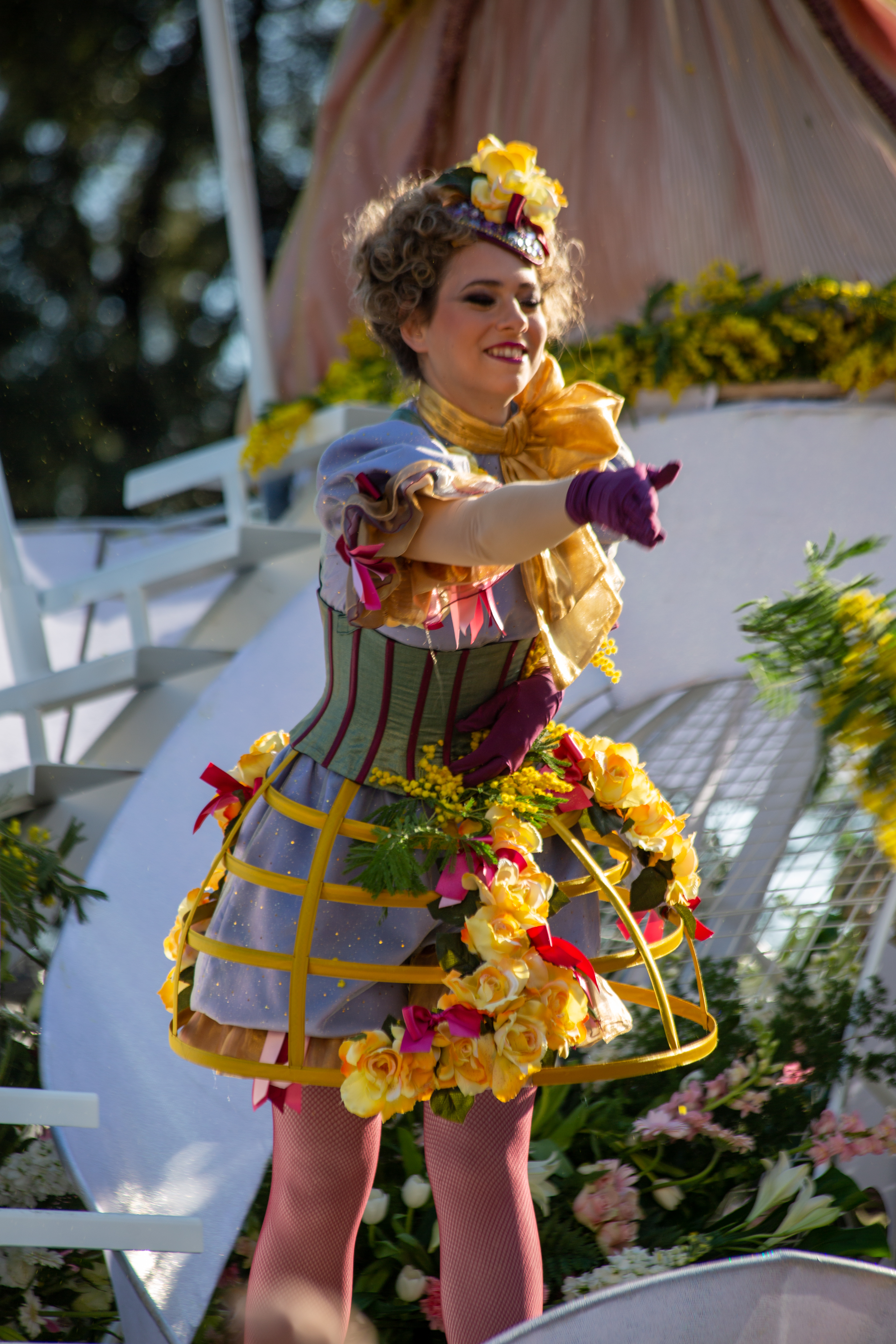

## Personalități marcante

### Născuți în Nisa
- Henry Cavendish (1731 - 1810), fizician și chimist englez;
- André Masséna (1758 - 1817), mareșal și om politic francez;
- Giuseppe Garibaldi (1807 - 1882), om politic italian;
- Gustav-Adolf Mossa (1883 - 1971), pictor simbolist;
- Simone Veil (1927 - 2017), primul președinte al Parlamentului European;
- Didier Van Cauwelaert (n. 1960), scriitor, laureat al Premiului Goncourt;
- Diane Parry (n. 2002), jucătoare de tenis.
- Jules Bianchi, pilot de curse de Formula 1 (1989-2015)

### decedați la Nisa
- Jules Chéret, pictor francez
- Nicolae Donici, astronom român
- Raoul Dufy, pictor francez
- Alexander Herzen, filosof, scriitor și publicist rus
- Henri Matisse, pictor francez
- Niccolò Paganini, compozitor italian
- Gheorghe Băgulescu, general și prim-ministru al României din est

## Orașe înfrățite
- Saint-Denis, Franța din 1961